# Baiano (Avellino)
Baiano es uno de los 119 municipios o comunas ("comune" en italiano) de la provincia de Avellino, en la región de Campania. Con cerca de 4.743 habitantes, según censo de 2005, se extiende por una área de 12,25 km², teniendo una densidad de población de 387,18
hab/km². Hace frontera con los municipios de Avella, Mugnano del Cardinale, Sirignano, Sperone, y Visciano
Dista 21 km de Avellino, 34 km de Nápoles y 9 km de Nola.

## Demografía
| Gráfica de evolución demográfica de Baiano entre 1861 y 2001 |
|                                                              |
| Fuente ISTAT - elaboración gráfica de Wikipedia              |